# Tanneron
Tanneron este o comună în departamentul Var din sud-estul Franței. În 2009 avea o populație de 1.471 de locuitori.

## Evoluția populației
| An        | 1975 | 1982 | 1990  | 1999  | 2006  | 2009  |
| --------- | ---- | ---- | ----- | ----- | ----- | ----- |
| Populație | 586  | 808  | 1.157 | 1.307 | 1.453 | 1.471 |